# Is It Any Wonder?
Pour les articles homonymes, voir Is It Any Wonder? (homonymie).
Singles de Keane
Atlantic
(2006) Crystal Ball
(2006)
Pistes de Under the Iron Sea
Atlantic Nothing in My Way
Is It Any Wonder? est une chanson du groupe de pop-rock britannique Keane, extraite de leur album studio Under the Iron Sea. Elle apparaît en tant que 2e single de l'album et est sorti le 29 mai 2006, au Royaume-Uni dont elle atteint la 1e place.

## Formats et pistes
CD Single
Numéro catalogue : CID934

Téléchargement digital
1. Is It Any Wonder? – 3:08
2. Let It Slide – 4:10
3. He Used to Be a Lovely Boy – 3:38

7" Vinyle
Catalogue number: IS934
1. Is It Any Wonder? - 3:08
2. Let It Slide - 4:10

## Clip
Le clip, réalisé par Kevin Godley, a été filmé à partir d'une caméra se déplaçant sur une piste métallique rappelant des montagnes russes. On y retrouve les membres du groupe jouant le morceau dans une immense salle et la caméra tournant autour d'eux.

## Classement
| Classement (2006)                | Meilleure position |
| -------------------------------- | ------------------ |
| Autriche (Ö3 Austria Top 40)     | 47                 |
| Belgique (Flandre Ultratip 100)  | 38                 |
| Belgique (Wallonie Ultratip 50)  | 3                  |
| France (SNEP)                    | 72                 |
| Allemagne (Media Control AG)     | 61                 |
| Irlande (IRMA)                   | 18                 |
| Italie (FIMI)                    | 18                 |
| Pays-Bas (Nederlandse Top 40)    | 7                  |
| Norvège (VG-lista)               | 12                 |
| Espagne (PROMUSICAE)             | 3                  |
| Suisse (Schweizer Hitparade)     | 28                 |
| Royaume-Uni (UK Singles Chart)   | 1                  |
| États-Unis Hot 100               | 78                 |
| États-Unis (Adult Top 40)        | 19                 |
| États-Unis (Hot Dance Club Play) | 4                  |
| États-Unis (Modern Rock Tracks)  | 18                 |
| États-Unis (Pop 100)             | 63                 |